# Tassilo Tröscher

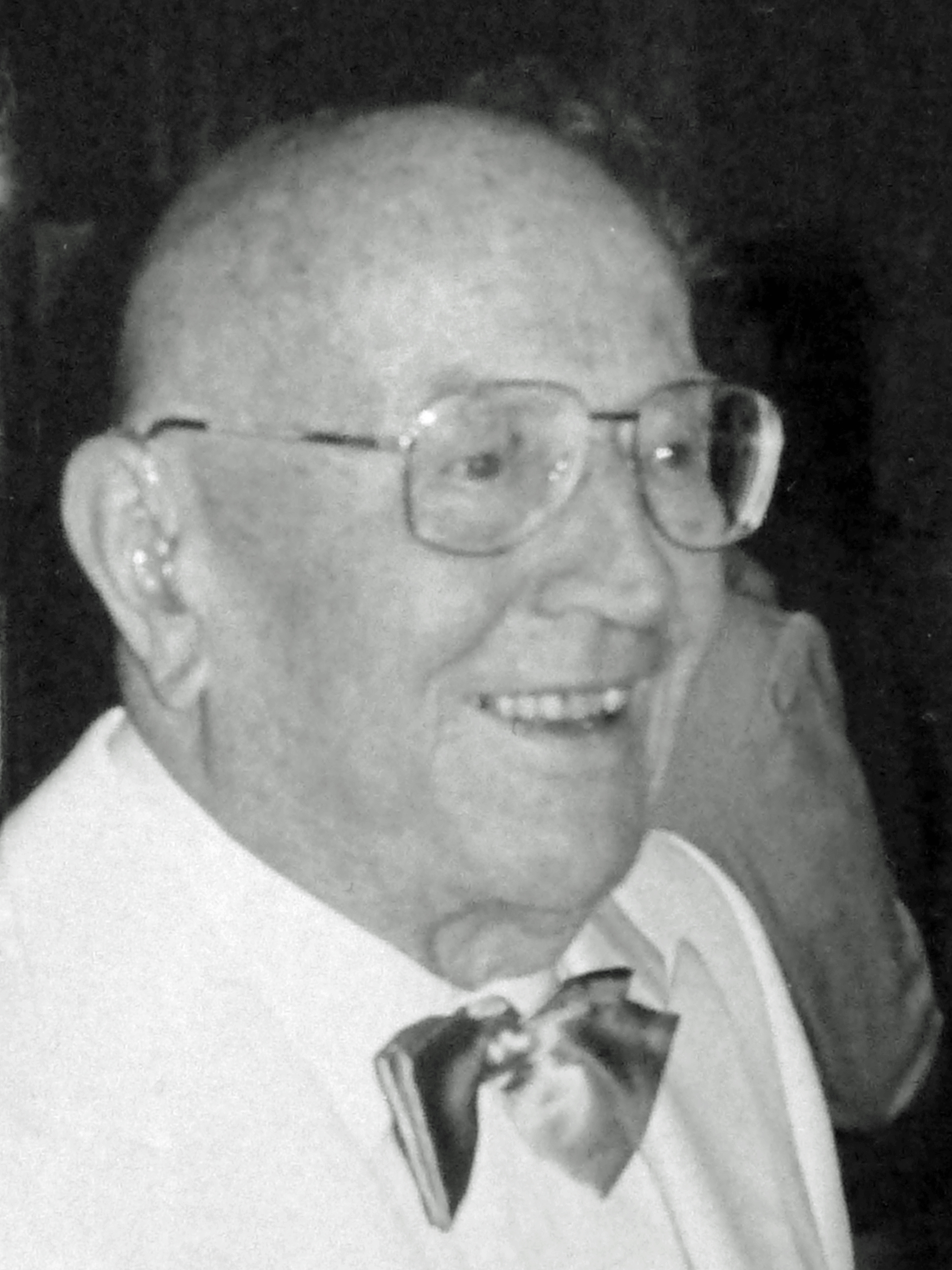
Tassilo Tröscher an seinem 90. Geburtstag

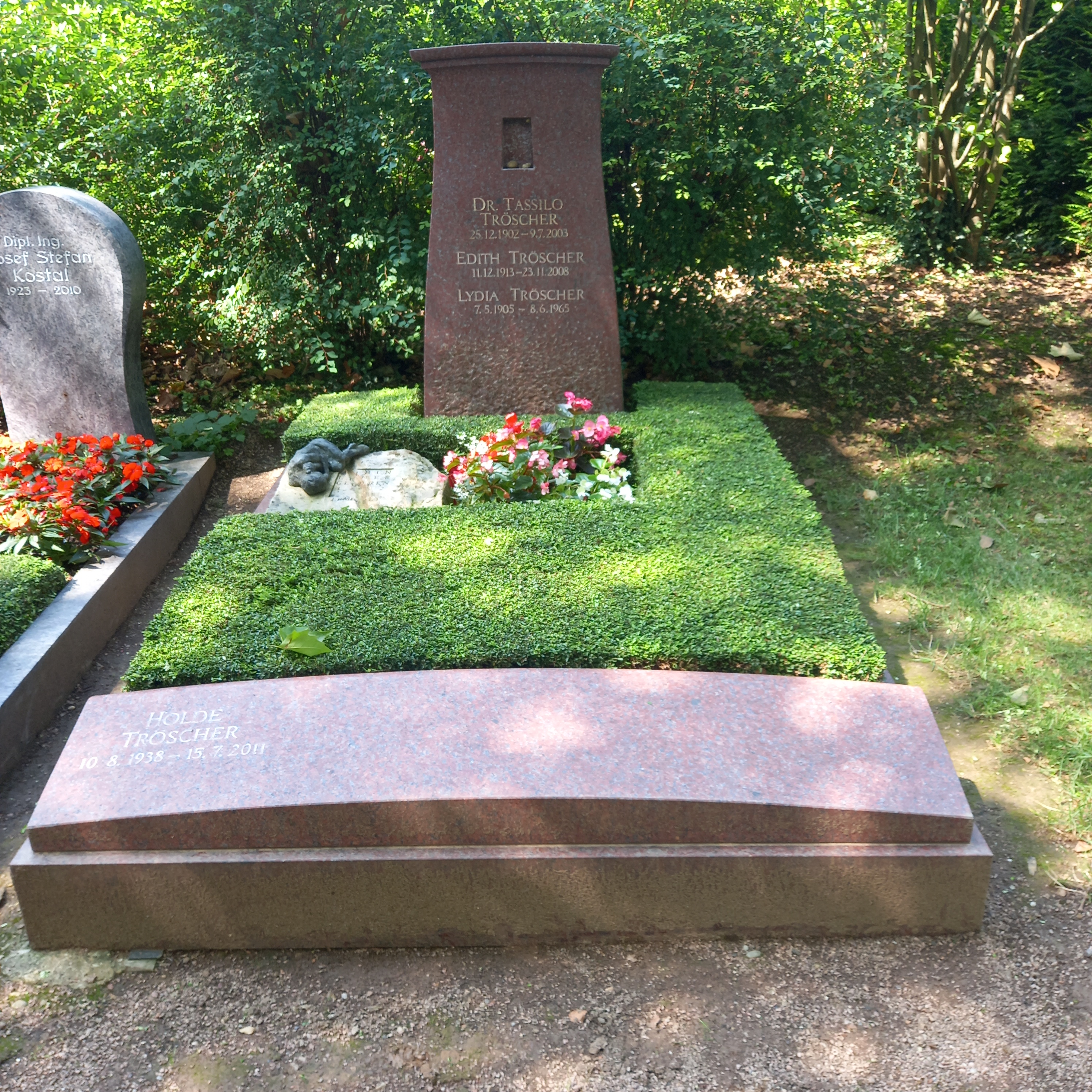
Das Grab von Tassilo Tröscher auf dem Südfriedhof (Wiesbaden)

Tassilo Tröscher (* 25. Dezember 1902 in Atzenbach, Landkreis Lörrach; † 9. Juli 2003 in Wiesbaden) war ein deutscher Politiker (SPD). Von 1958 bis 1959, 1962 bis 1963 und 1966 bis 1974 war er Mitglied des Hessischen Landtags, von 1967 bis 1970 Minister für Landwirtschaft und Forsten.

## Leben
Nach dem Studium der Landwirtschaft an der Universität Hohenheim und einem Aufenthalt in den USA in den Jahren 1926 bis 1928 wurde Tassilo Tröscher zum Beamten im Reichskuratorium für Technik in der Landwirtschaft; eine Stellung, die er bis zum Jahre 1938 innehatte. Anschließend war er bis 1953 Geschäftsführer der Fachgruppe Tierkörperverwertung in der Wirtschaftsgruppe Chemie. Bereits 1932 erfolgte die Promotion an der Landwirtschaftlichen Hochschule Berlin.
Bis 1933 gehörte Tröscher der Deutschen Demokratischen Partei an. Am 1. März des Jahres trat er in die NSDAP ein (Mitgliedsnummer 1.498.946). Nach dem Zweiten Weltkrieg wurde er 1946 Mitglied in der SPD und gehörte im gleichen Jahre zu den Mitbegründern des Agrarausschusses der SPD, ein Jahr später gründete er mit Artur von Machui und anderen die Agrarsoziale Gesellschaft e. V. (ASG). 1953 wurde er als Ministerialdirektor ins hessische Ministerium für Landwirtschaft und Forsten berufen, wo er 1956 Staatssekretär wurde.
Tröscher war mehrfach Abgeordneter im hessischen Landtag: Erstmals erhielt er einen Sitz in der am 1. Dezember 1958 begonnen 4. Wahlperiode, gab sein Mandat aber bereits im folgenden Oktober auf. Für die 5. Wahlperiode (1. Dezember 1962 bis 30. November 1966) wurde er erneut ins Landesparlament gewählt, schied aber nach nur einem Monat wieder vorzeitig aus. Seine dritte Zeit als Abgeordneter erstreckte sich hingegen über die volle Länge der 6. Wahlperiode und 7. Wahlperiode, also vom 1. Dezember 1966 bis zum 30. November 1974.
Im Januar 1967 wurde er als Nachfolger von Gustav Hacker Minister für Landwirtschaft und Forsten. Dieses Amt behielt er bis 1970. Anschließend war er bis 1974 Vorsitzender des Agrarausschusses im hessischen Landtag.
Für seine Tätigkeit wurde Tröscher mehrfach geehrt. So ernannte ihn die Landwirtschaftliche Fakultät der Justus-Liebig-Universität zu Gießen 1964 zum Ehrendoktor; 1968 erhielt er das Große Bundesverdienstkreuz mit Stern und Schulterband.
1992 gründete er die „Stiftung Tassilo Tröscher – Für die Menschen im ländlichen Raum“.

## Schriften
- Tassilo Tröscher: Das ganze Leben. Familie, Beruf, Politik. Schriftenreihe für ländliche Sozialfragen, 125. Agrarsoziale Gesellschaft, Göttingen 1995